# Albert Giger
Pour les articles homonymes, voir Giger.
Albert Giger, né le 7 octobre 1946 et mort le 4 septembre 2021, est un ancien fondeur suisse.
Il obtient une médaille de bronze en relais 4×10 km des Jeux olympiques d'hiver de 1972 à Sapporo avec Alfred Kälin, Alois Kälin et Eduard Hauser.

## Palmarès

### Jeux Olympiques
| Épreuve / Édition | Grenoble 1968 | Sapporo 1972 | Innsbruck 1976 |
| 15km              | 30e           | 14e          | 11e            |
| 30km              |               |              | 7e             |
| 4×10km            |               | Bronze       |                |